# Гофман, Константин Георгиевич
Константин Георгиевич Гофман (1934—1994) — экономист, основоположник экономики природопользования в России, академик Международной академии информатизации, лауреат премии имени Г. М. Кржижановского (1988).

## Биография
Родился в 1934 году.
В 1957 году окончил Московский государственный экономический институт.
В 1963 году защитил кандидатскую диссертацию, в 1976 году — докторскую; в 1979 году присвоено звание профессора.
Работал в ЦЭМИ с 1964 по 1990 годы.
Умер в 1994 году.

### Научная и общественная деятельность
Основоположник в российской науке научного направления — экономика природопользования.
Внес существенный вклад в разработку теории и практики экономических оценок природных ресурсов и условий окружающей среды; исследовал категории экономического и социального оптимумов качества природной среды, экономических оценок ее ассимиляционного потенциала; разработал эффективные пути взаимодействия экономических регуляторов при согласовании производственных и природоохранных процессов; предложил новые подходы к планированию и прогнозированию природопользования, экономическому обоснованию системы нормативов качества окружающей среды и совершенствованию природоохранного законодательства с экономических позиций; предложил конкретные подходы к экологизации налоговой системы России.
Состоял членом научных организаций:
- Научно-технический совет Министерства охраны окружающей среды и природных ресурсов РФ
- Высший экологический совет при Парламенте Российской Федерации.

Автор более 150 научных работ.
Автор книги «Экономическая оценка природных ресурсов», изданной в 1977 году и до сих пор не утратившей своей полезности.
Более 150 научных публикаций по экономике природопользования, в том числе монографии:
- Исходные положения методики экономической оценки природных ресурсов (в соавторстве). — М.: ЦЭМИ АН СССР, 1970.
- Гофман К. Г. Экономическая оценка природных ресурсов и издержек загрязнения окружающей среды (вопросы теории и методологии). — М.: ВИНИТИ, 1975.
- Гофман К. Г. Экономическая оценка природных ресурсов в условиях социалистической экономики. — М.: Наука, 1977.
- Охрана окружающей среды (модели управления чистотой природной среды). Под ред. К. Г. Гофмана и А. А. Гусева. — М.: Экономика, 1977.
- Гофман К. Г. Методы экономической оценки природных ресурсов (учебное пособие). — М.: АНХ СССР, 1980.
- Гофман К. Г. Замыкающие затраты на продукцию природоэксплуатирующих отраслей (учебное пособие). — М.: АНХ СССР, 1981.
- Экономические проблемы природопользования. Под ред. К. Г. Гофмана и Г. А. Моткина. — М.: Наука, 1985.
- Экономика: свобода и солидарность / Федоренко Н. П., Гофман К. Г. и др. — М.: Наука, 1992.
- Гофман К. Г. Экономика природопользования (из научного наследия). — М.: Эдиториал УРСС, 1998.

## Награды
Премия имени Г. М. Кржижановского (1988) — за работу «Экономическая оценка природных ресурсов в условиях социалистической экономики»